# Liste des clochers-murs des Bouches-du-Rhône
Cet article recense les édifices religieux des Bouches-du-Rhône, en France, munis d'un clocher-mur.

## Liste
| Édifice                     | Commune                  | Notes            | Coordonnées                      | Photo |
| --------------------------- | ------------------------ | ---------------- | -------------------------------- | ----- |
| Église Saint-Marc           | Meyreuil                 |                  | 43° 29′ 10″ nord, 5° 29′ 34″ est |       |
| Église Saint-Marc           | Saint-Marc-Jaumegarde    |                  | 43° 32′ 51″ nord, 5° 31′ 24″ est |       |
| Église Notre-Dame-de-la-Mer | Saintes-Maries-de-la-Mer | Classé MH (1840) | 43° 27′ 06″ nord, 4° 25′ 40″ est |       |
| Église Saint-Michel         | Salon-de-Provence        | Classé MH (1983) | 43° 38′ 26″ nord, 5° 05′ 54″ est |       |